# الکساندروس زایمیس
الکساندروس زایمیس (یونانی: Αλέξανδρος Ζαΐμης؛ ۹ نوامبر ۱۸۵۵ – ۱۵ سپتامبر ۱۹۳۶) یک سیاست‌مدار اهل یونان بود.